# Jan Maria Wójcicki
Jan Maria Wójcicki (ur. 1946, zm. 28 grudnia 2013 w Warszawie) – polski specjalista w zakresie inżynierii biomedycznej, prof. dr hab., dyrektor Instytutu Biocybernetyki i Inżynierii Biomedycznej im. Macieja Nałęcza (IBIB) PAN (od 2007 r.), członek korespondent PAN.

## Praca naukowa
Od 1998 r., był członkiem Zarządu Europejskiego Towarzystwa Sztucznych Narządów Wewnętrznych, a od 1999 r., profesorem Instytutu Biocybernetyki i Inżynierii Biomedycznej PAN. Od 2003 r., członek Komitetu Biocybernetyki i Inżynierii Biomedycznej PAN, a od 2007 r., także członek Komitetu Narodowego do spraw Współpracy ze Stałym Komitetem Konferencji Pugwash do spraw Nauki i spraw Międzynarodowych. Od 2011 r., przewodniczący Komisji Rewizyjnej PAN (kadencja upływała w 2014).
Był autorem i współautorem 271 opracowań naukowych w tym prac oryginalnych w czasopismach naukowych, monografii, rozdziałów w monografiach oraz publikacji w materiałach konferencyjnych. W pracy naukowej specjalizował się w projektowaniu sztucznych narządów
wspomagających metaboliczne funkcje organizmu w tym przede wszystkim sztucznej trzustki i technicznego wspomagania 
leczenia cukrzycy.